# کراسنی ووسخود (شهرستان ایگلینسکی، باشقیرستان)
کراسنی ووسخود (انگلیسی: Krasny Voskhod, Iglinsky District, Republic of Bashkortostan) یک شهرک در شهرستان ایگلینسکی استان باشقیرستان کشور روسیه است.